# Vuelta Ciclista de Chile 2011
La Vuelta Ciclista de Chile, (luego de cuatro años de interrupción) volvió a disputarse en su edición 30.ª. Se llevó a cabo desde el 27 de enero al 6 de febrero, entre Arica y Santiago de Chile, con un recorrido total de y 1.107,2 km divididos en 11 etapas (con un doble sector); ingresando en 13 ciudades de Chile. Estuvo incluida en el Calendario Internacional 2011 en la categoría 2.2.
Contó con una inversión de $2,64 millones de dólares.
La primera etapa fue una contrarreloj de 10,8 km en el norte del país, en la ciudad de Arica. En las primeras 4 etapas se dirigieron rumbo al sur pasando por Iquique, Calama, Antofagasta y Mejillones. Luego en el día de descanso, se trasladaron hacia el sur del país y en Puerto Montt comenzaron a dirigirse hacia el centro de Chile pasando por Valdivia, Temuco, Concepción, Chillán, Talca, Curicó y Rancagua finalizando en Santiago de Chile.
El ganador final fue Gonzalo Garrido del TBanc-Skechers (que también se hizo con la clasificación de la montaña). Garrido había finalizado 2º, detrás de su compañero de equipo Marco Arriagada, pero este fue sancionado posteriormente al triunfo por dar positivo en cuatro controles antidopajes, siendo finalmente Garrido el ganador de la carrera y de dicha clasificación secundaria que Arriagada también había ganado en primera instancia. En las otras clasificaciones secundarias, su compañero de equipo Luis Mansilla venció en la clasificación de la regularidad, Antonio Cabrera (Providencia-OGM) las metas volantes, Vicente Muga (Bigger-Bike New) fue el mejor sub-23 y el TBanc-Skechers se consagró en la clasificación por equipos.

## Equipos participantes
Un total de 18 equipos y 108 ciclistas disputaron la competencia divididos en 10 locales y 8 extranjeros, llegando al final en Santiago 94 corredores. Los equipos chilenos disputaron un ranking clasificatorio desde septiembre hasta enero que constó de 5 fechas.
| Locales                                      | Extranjeros                  |
| -------------------------------------------- | ---------------------------- |
| TBanc-Skechers by Trek                       | Selección de Argentina       |
| Providencia-OGM                              | Selección de Brasil          |
| Bianchi R2 Antofagasta                       | GW Shimano-Colombia          |
| Bigger-Bike New                              | Selección de Uruguay         |
| Cycling Adventure                            | Selección de Cuba            |
| Melipulli-Puerto Montt                       | Selección de Italia (Sub-23) |
| Scanavini Full Runners                       | Vendée U                     |
| Super Mayorista 10-PF- Unión Ciclista Curicó | Jamis-Sutter Home            |
| New Leader Clinical                          |                              |
| Black Sheep Reloncaví                        |                              |

## Etapas
| Etapa | Fecha        | Recorrido                          | Km         | Ganador                                        | Líder                            |
| 1.ª   | 27 de enero  | Arica-Arica                        | 10,8 (CRI) | Marco Arriagada (TBanc-Skechers)               | Marco Arriagada (TBanc-Skechers) |
| 2.ª   | 28 de enero  | Circuito en Iquique                | 88         | Héctor Aguilar (Sel. Uruguay)                  | Marco Arriagada (TBanc-Skechers) |
| 3.ª   | 29 de enero  | Calama-Calama                      | 117        | Luis Mansilla (TBanc Skechers)                 | Marco Arriagada (TBanc Skechers) |
| 4.ª   | 30 de enero  | Antofagasta-Mejillones-Antofagasta | 125,5      | Filippo Fortin (Sel. Italia)                   | Marco Arriagada (TBanc-Skechers) |
|       | 31 de enero  | Día libre                          |            |                                                |                                  |
| 5.ª   | 1 de febrero | Puerto Montt-Osorno                | 125,4      | Luis Mansilla (TBanc-Skechers)                 | Luis Mansilla (TBanc-Skechers)   |
| 6.ª   | 2 de febrero | Valdivia-Temuco                    | 165,6      | Antonio Cabrera (Providencia-OGM)              | Luis Mansilla (TBanc-Skechers)   |
| 7.ªa  | 3 de febrero | Concepción-Concepción              | 16,8 (CRI) | Marco Arriagada (TBanc-Skechers)               | Marco Arriagada (TBanc-Skechers) |
| 7.ªb  | 3 de febrero | Concepción-Chillán                 | 117,7      | Angelo Tulik (Vendée U)                        | Marco Arriagada (TBanc-Skechers) |
| 8.ª   | 4 de febrero | Talca-Curicó                       | 117,1      | Antonio Cabrera (Providencia-OGM)              | Marco Arriagada (TBanc-Skechers) |
| 9.ª   | 5 de febrero | Rancagua-Farellones                | 143,1      | Marco Arriagada (TBanc-Skechers)               | Marco Arriagada (TBanc-Skechers) |
| 10.ª  | 6 de febrero | Circuito en Santiago               | 81         | Cristopher Mansilla (Bianchi - R2 Antofagasta) | Marco Arriagada (TBanc-Skechers) |

## Desarrollo general
Con una contrarreloj de 10,8 km en la ciudad de Arica y llegada en la cima del Morro de Arica, comenzó la edición 2011 de la Vuelta de Chile en donde Marco Arriagada confirmó sus dotes de escalador, se impuso y se colocó como líder seguido de su compañero de equipo Luis Mansilla a 17" y tercero Jorge Giacinti a 19". La segunda etapa fue especial para los velocistas ya que transcurrió en un circuito costero en Iquique donde el sprinter uruguayo Héctor Aguilar se llevó la etapa.
Con punto de salida y llegada en Calama y el ascenso a Chuquicamata en la tercera etapa un grupo de 8 ciclistas comprendido por Luis Mansilla, Marco Arriagada, Enzo Cesario, Jorge Giacinti, Jorge Pi, Edwin Ávila, José Medina y Gonzalo Garrido llegaron a meta en ese orden. Arriagada continuó como líder mientras que su compañero Mansilla debido a las bonificaciones recortó la distancia a 13".
En esprint masivo se definió la 4.ª etapa en Antofagasta en la que el italiano Filippo Fortin se impuso sobre el colombiano Weimar Roldán llegando en tercer lugar Mansilla con lo cual recortó 4" más y se ubicó a 9" de Arriagada en la general.
Luego del día de descanso y el traslado hacia el sur se disputó la 5.ª etapa entre Puerto Montt y Osorno. Nuevamente se llegó en pelotón agrupado y Luis Mansilla volvió a vencer y al bonificar en la etapa, superó a Marco Arriagada en la General, ubicándose como nuevo líder.

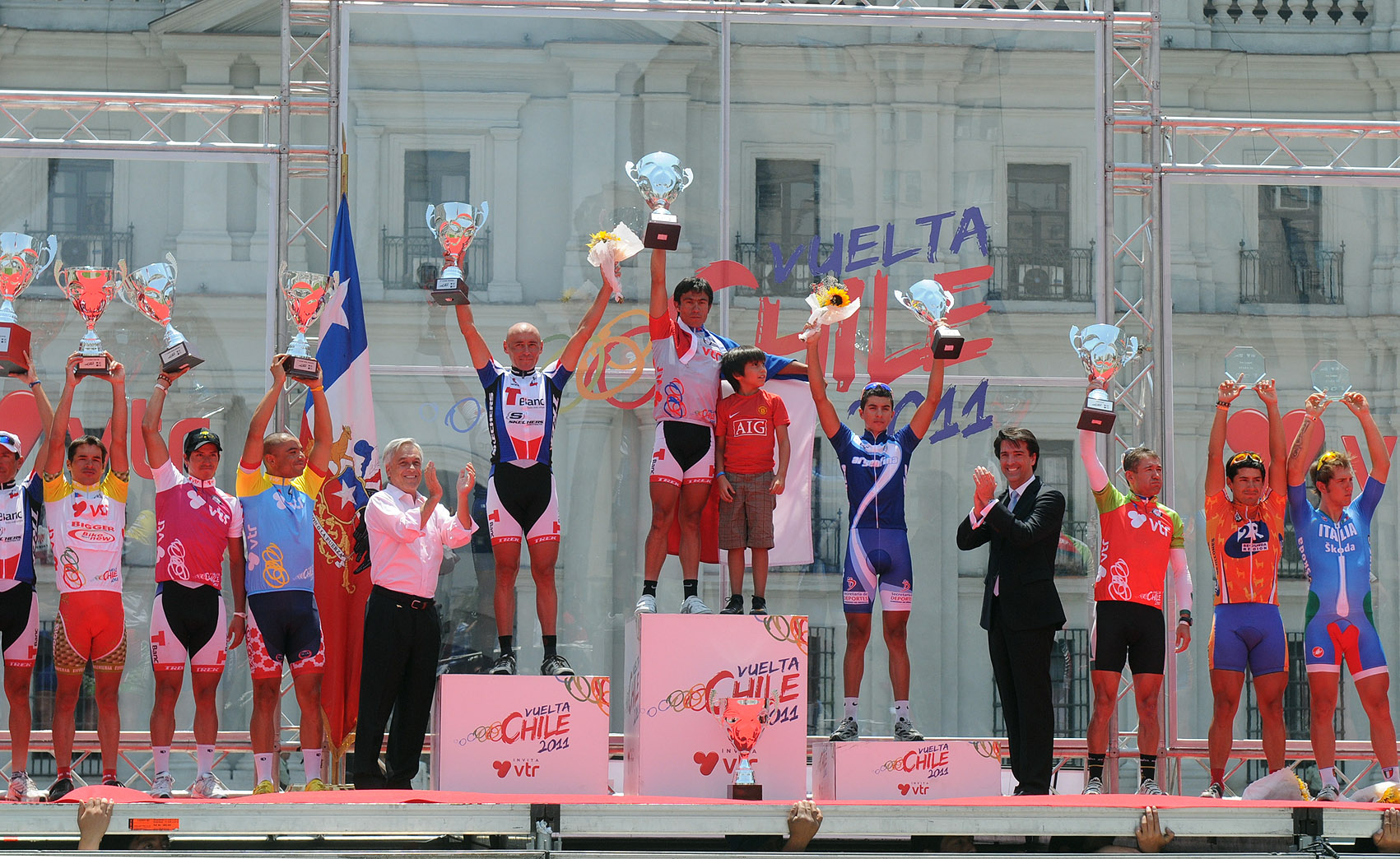
Podio etapa final de la Vuelta Chile 2011 en el Palacio La Moneda.

La contrarreloj en Concepción volvió a ser ganada por Marco Arriagada y de esa manera volvió a colocarse como líder de la carrera. Las diferencias entre los tres primeros fue escasa, ya que el 2º Jorge Giacinti culminó a 11" y el tercero Luis Mansilla a 13". En la clasificación general la diferencia de Arriagada sobre Mansilla era de sólo 9" y sobre Giacinti 36". En la 2.ª parte de la etapa con llegada en Chillán, mientras Mansilla bonificó y recortó la diferencia a 5", Giacinti tuvo una caída que lo obligó a retirarse de la competencia.
Todo quedó para definirse en la 9.ª etapa, en la cual, luego del pasaje por Santiago comenzaría el ascenso de más de 40 kilómetros hasta Farellones. Una fuga inicial fue tomando los puntos de las metas volantes y en el momento de comenzar la subida llevaba más de 6 minutos de ventaja. El grupo de los escapados fue desintegrándose a medida que se avanzaba y quedó en cabeza de carrera el norteamericano Tyler Wren del Jamis-Sutter Home. Desde atrás, Marco Arriagada inició el ataque y las ventajas comenzaron a disminuir hasta que alcanzó al líder de la etapa, al que luego atacó para llegar a la meta en forma solitaria, con 29" de ventaja sobre Wren y 36" sobre Gonzalo Garrido que completó el podio.
En la clasificación general, sin ser el 1.er lugar ya que Marco Arriagada mantuvo el liderato y amplió la ventaja, sufrió muchos cambios. Gonzalo Garrido, con su 3.er puesto en la etapa se colocó 2º y el argentino Sergio Godoy, al culminar 5º ascendió al 3.er lugar de la clasificación. Luis Mansilla que se encontraba 2º y había sido líder parcial de la carrera perdió más de 10 minutos y cayó al lugar 14º de la general. Mientras que Enzo Cesario quién era 3º, perdió 8 minutos y bajó al 13º puesto.
En la última etapa Marco Arriagada logró mantener las diferencias y en ese momento se proclamó campeón de la Vuelta, pero en marzo, casi un mes después, se dieron a conocer los resultados de las pruebas por dopaje. Arriagada dio positivo y fue sancionado. En agosto de 2011 casi seis meses después de finalizada la competencia, Gonzalo Garrido 2º en la carrera, fue declarado oficialmente como el vencedor de la prueba.

## Clasificaciones finales
Las clasificaciones finales concluyeron de la siguiente forma:

### Clasificación general
| Posición | Ciclista           | Equipo                 | Tiempo      |
| -------- | ------------------ | ---------------------- | ----------- |
|          | Gonzalo Garrido    | TBanc-Skechers         | 25h 50' 09" |
| 2        | Sergio Godoy       | Selección Argentina    | + 7"        |
| 3        | Vicente Muga       | Bigger-Bike New        | + 35"       |
| 4        | Camilo Gómez       | GW Shimano-Colombia    | + 1' 15"    |
| 5        | Jorge Contreras    | Black Sheep-Reloncaví  | + 2' 35"    |
| 6        | José Medina        | TBanc-Skechers         | + 3' 04"    |
| 7        | Andrés Pereyra     | Jamis-Sutter Home      | + 3' 28"    |
| 8        | Patricio Almonacid | TBanc-Skechers         | + 4' 04"    |
| 9        | Luis Sepúlveda     | Providencia-OGM        | + 4' 31"    |
| 10       | Catriel Soto       | Bianchi-R2 Antofagasta | + 5' 29"    |

| 11 | Enzo Cesario        | Super Mayorista 10-PF-U.C.Curicó | + 6' 39"  |
| 12 | Luis Mansilla       | TBanc-Skechers                   | + 7' 49"  |
| 13 | Jorge Pi            | Super Mayorista 10-PF-U.C.Curicó | + 8' 32"  |
| 14 | Cristóbal Olavarría | Neew Leader-Clinical             | + 9' 53"  |
| 15 | Gabriel Brizuela    | Selección Argentina              | + 10' 27" |
| 16 | Pedro Palma         | Adventure Cycling                | + 10' 30" |
| 17 | Ricardo Hazbún      | Bigger-Bike New                  | + 10' 39" |
| 18 | Marcelo Arriagada   | Adventure Cycling                | + 11' 40" |
| 19 | Álvaro Argiro       | Cycling Adventure                | + 11' 45" |

### Clasificación de la montaña
| Posición | Ciclista        | Equipo            | Puntos |
| -------- | --------------- | ----------------- | ------ |
|          | Marco Arriagada | TBanc-Skechers    | 51     |
| 2        | Gonzalo Garrido | TBanc-Skechers    | 47     |
| 3        | Tyler Wren      | Jamis-Sutter Home | 42     |

### Clasificación de las metas volantes
| Posición | Ciclista            | Equipo                 | Puntos |
| -------- | ------------------- | ---------------------- | ------ |
|          | Antonio Cabrera     | Providencia-OGM        | 30     |
| 2        | Richard Rodríguez   | Providencia-OGM        | 28     |
| 3        | Cristopher Mansilla | Bianchi-R2 Antofagasta | 21     |

### Clasificación de la regularidad
| Posición | Ciclista            | Equipo                 | Puntos |
| -------- | ------------------- | ---------------------- | ------ |
|          | Luis Mansilla       | TBanc-Skechers         | 133    |
| 2        | Marco Arriagada     | TBanc-Skechers         | 95     |
| 3        | Cristopher Mansilla | Bianchi-R2 Antofagasta | 65     |

### Clasificación por equipos
| Posición | Equipo                 | Tiempo      |
| -------- | ---------------------- | ----------- |
|          | TBanc-Skechers by Trek | 77h 29' 33" |
| 2        | GW Shimano-Colombia    | + 7' 30"    |
| 3        | Adventure Cycling      | + 22' 42"   |
| 4        | Providencia-OGM        | + 29' 34"   |
| 5        | Bianchi-R2 Antofagasta | + 31' 57"   |